# جی کلارک
جی کلارک (انگلیسی: Jay Clark; ۲۵ ژانویهٔ ۱۸۸۰ – ۶ فوریهٔ ۱۹۴۸) تیرانداز اهل ایالات متحده آمریکا بود.
وی در مسابقات کشوری و بین‌المللی در مجموع برندهٔ ۱ مدال طلا شده‌است.